# 国殇——国民党正面战场抗战纪实
《国殇——国民党正面战场抗战纪实》，是一本於2005年在中国大陆上市出版的书籍，主要描写了从1931年九一八事變到1938年10月武汉会战期间，在蒋中正等中国国民党领袖及将领的领导下，国民革命军将士在正面战场进行的大规模抗日作战。该书是自中华人民共和国成立之后，为数不多的在中国大陆出版的以描述中国国民党正面战场抗战为题材的书籍之一，还有评论认为“该书是第一本全面反映蒋介石政府抗战的专著”。

## 创作与出版
由于意识形态和历史原因，中国大陆早先对于中国抗日战争一般较多宣传中国共产党所领导的游击战，而对于以蒋中正为首领的中国国民党及其武装力量—国民革命军所进行了大量抗日作战则一直采取淡化、回避或者一味抨击的态度。但在20世纪80年代后，中国大陆逐渐对蒋中正和国民党领导的国民革命军所进行的正面战场抗日作战采取全面、客观的评价。该书的作者张洪涛，是一名军旅作家，陕西西安人，国防大学硕士，著有多部战争类书籍。张洪涛表示，他撰写此书的原因之一正是因为30岁以下的年轻一代大陆民众对国军抗日的事迹所知不多。其实该书早在1994年曾出版过，当时的名字是《燃烧的太阳》，出版后加印过一次，之后没能再版，2005年此书以《国殇》为书名再次获得出版被认为和连战、宋楚瑜相继访问大陆有关。

## 主要内容
该书主要记述了从1931年九一八事变至1938年10月武汉会战结束期间中国抗日战争中由蒋中正及国民政府所领导的国民革命军进行的抗日战事，另外也穿插描写了日本政局的变故，国共合作的波折，蒋中正对于抗日的看法和准备等等，并且对部分人物性格与言行方式等也进行了一定的刻画。
- 书中主要叙述的抗日战争期间的重大战事和其他事件有：九一八事变、江桥抗战、一二八淞沪抗战、长城抗战、五一五兵变、二二六兵变、七七事变、淞沪会战、四行仓库保卫战、八一四空战、南京保卫战、南京大屠杀、太原会战、忻口会战、徐州会战、韩复榘被正法、台儿庄战役、兰封会战、花园口决堤事件、武汉会战、万家岭战役、中华民国空军抗日作战、中华民国海军抗日作战等。
- 书中主要描写的中日双方政治军事人物有：蒋中正、李宗仁、张学良、薛岳、冯玉祥、佟麟阁、张自忠、汤恩伯、庞炳勋、王铭章、孙连仲、白崇禧、阎锡山、郝梦龄、卫立煌、程潜、张发奎、胡宗南、裕仁天皇、近卫文磨、松井石根、土肥原贤二、冈村宁次、東久邇宮稔彥王、板垣征四郎等。

## 反响及后续

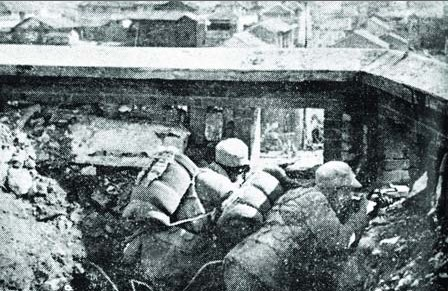
抗战时期湖南是正面战场对日作战的主战场之一，图为长沙会战中国民革命军与日军巷战

《国殇》于2005年在中国大陆各地上市后，引发了媒体和社会关注，不少学者和专家认为，国军在抗日战争期间进行了大量抗日作战，仅湖南一地就有长沙会战等6次大规模的战役，国军抗战的功绩是不能抹杀的。由于此次出版恰逢时任中国国民党主席连战率团访问大陆和抗日战争胜利60周年，因此也被认为有更深层次的意义。此外，该书还被认为还原了过去被中共视为敌人的国军将领，肯定了其抗战的功绩，对这些将领进行了较过去相对客观的叙述。
同年，时任中共中央总书记、国家主席、中央军委主席胡锦涛在抗日战争胜利60周年纪念活动中发表讲话肯定了中国国民党在正面战场抗战的作用。之后有媒体报道《国殇》之续集，以描写抗战相持阶段为内容的第二部《浴血》和以描写抗战反攻阶段为内容的第三部《曙光》将在2015年抗战胜利70周年之前出版完成。